# Cinnamoroll
Cinnamoroll (japonês: シナモロール, Hepburn: Shinamorōru) é um personagem de mídia criada pela Sanrio em 2001, designado por Miyuki Okumura. O personagem é um cachorrinho branco e sem nariz com orelhas compridas, olhos azuis, bochechas rosadas e um rabo que lembra um rolinho de canela (cinnamon roll, em inglês). Ele mora numa cafeteria e tem como amigos os personagens Chiffon, Mocha, Espresso, Cappuccino e Milk.
O personagem é conhecido por ter derivado sua própria série de mangá, um filme de anime e vários curtas de animação.
Com seu sucesso, o personagem derivou outras marcas paralelas oficiais: Cinnamoangels (シナモエンジェルス, Shinamoenjerusu) em 2005, que se concentra nos seus amigos Azuki, Mocha e Chiffon, e Lloromannic (ルロロマニック, Ruroromanikku) em 2007, que foca nos personagens Berry e Cherry.

## Personagens
- Cinnamoroll
- Cappuccino
- Chiffon
- Espresso
- Mocha
- Milk
- Cornet
- Coco
- Nuts
- Poron
- Azuki
- Berry
- Cherry
- Anna
- Chowder

## Mídias
O personagem foi protagonista de um mangá intitulado Fluffy, Fluffy Cinnamoroll que foi publicado na revista shoujo Pucchigumi entre 2005 e 2008 rendendo 5 volumes. Uma versão em inglês foi lançada nos Estados Unidos através da Viz Media.
Um filme baseado no personagem intitulado  Cinnamon The Movie (シナモン The Movie, Shinamon THE MOVIE) foi produzido pelo estúdio Madhouse e lançado no Japão em 22 de dezembro de 2007.